# Les Deux Sœurs
Les Deux Sœurs ("Två systrar") eller Sur la Terrasse ("På terrassen") är en oljemålning på duk av Auguste Renoir från 1881. Renoir kallade målningen Två systrar och den första köparen Paul Durand-Ruel kallade den På terrassen.

## Beskrivning
Auguste Renoir utförde målningen på terrassen till Maison Fournaise, ett utvärdshus (guinguette) som låg på den ö i Seine, som numera kallas Île des Impressionnistes i Chatou, strax väster om Paris. Målningen visar en ung kvinna och hennes yngre syster sittande utomhus med en liten korg, som innehåller ullnystan. Över terrassens räcke kan man se buskage och lövverk, med Seine bakom.
Under 1880 och 1881, strax innan han tog sig an motivet med två systrar, målade Renoir på samma restaurang en annan känd målning, nämligen Le Déjeuner des canotiers ("Roddarnas frukost").
Den 18-åriga kvinnan och blivande skådespelerskan Jeanne Darlot (1863–1914) var modell för den äldre systern. Det är inte känt vem som satt modell för den yngre systern, men man vet att de två modellerna inte var släkt med varandra i verkligheten.
Renoir påbörjade målningen i april 1881 och den såldes till konsthandlaren Paul Durand-Ruel den 7 juli 1881 för 1 500 francs. Målningen premiärvisades för allmänheten på den Sjunde impressionistutställningen våren 1882. År 1883 var den i konstsamlaren och tidningsmannen Charles Ephrussis ägo, men 1892 återlämnades den till Durand-Ruels familj.
År 1925 såldes målningen till Annie S. Coburn från Chicago i USA för 100 000 dollar. Efter hennes död 1932 donerades målningen 1933 till Art Institute of Chicago, där den sedan dess har varit.

## Kopior
Donald Trump äger en kopia av målningen, som tidigare funnits i hans privata affärsflygplan, och i slutet av 2016 fanns i hans lägenhet i Trump Tower i New York. Han har enligt sin biograf Tim O'Brien påstått att detta är det värdefulla originalet och inte en kopia. Art Institute of Chicago och olika konstexperter har avvisat detta påstående.

## Närbesläktade verk

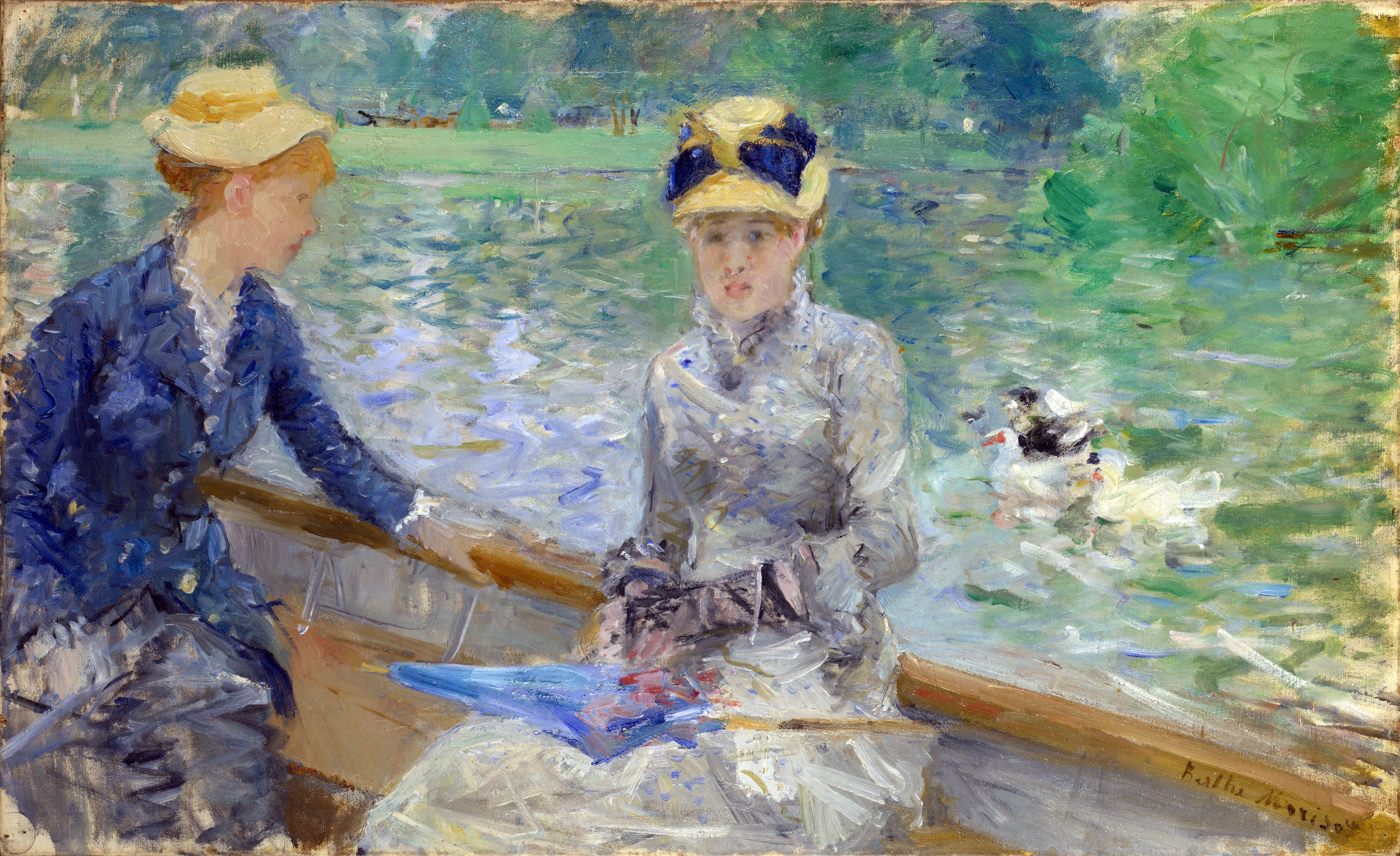
Jour d'été ("Sommardag") eller Le Lac du bois de Boulogne ("Sjön i Boulogneskogen") av Berthe Morisot 1879
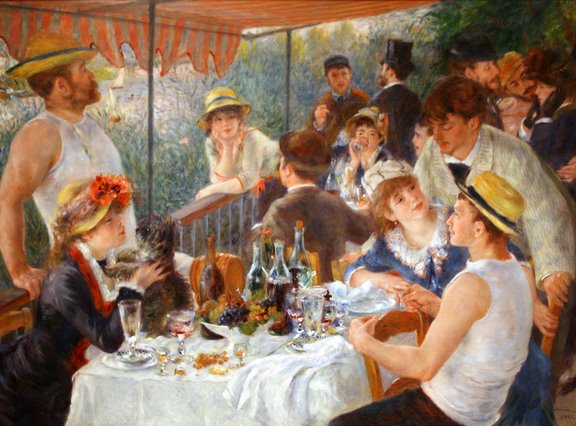
Le Déjeuner des canotiers ("Roddarnas frukost") av Pierre-Auguste Renoir 1881